# Марія Луїза Ганноверська
Марія Луїза Ганноверська (нім. Maria-Luise von Hannover), повне ім'я Марія Луїза Вікторія Кароліна Амалія Александра Августа Фредеріка (нім. Marie Louise Victoria Caroline Amalie Alexandra Augusta Friederike von Hannover und Cumberland), 11 жовтня 1879 — 31 січня 1948) — британська принцеса з Ганноверської династії, донька кронпринца Ганноверу та герцога Кумберленду й Тевіотдейлу Ернста Августа II та данської принцеси Тіри, дружина титулярного великого герцога Бадену Максиміліана, матір титулярного великого герцога Бадену Бертольда.

## Біографія
Народилась 11 жовтня 1879 року у Гмундені в Австро-Угорщині в часи правління Франца Йосифа I. Стала первістком в родині кронпринца Ганноверу Ернста Августа II та його дружини Тіри Данської, з'явившись на світ за дев'ять з половиною місяців після їхнього весілля. Мешкала родина у Гмундені, куди Ганноверське сімейство переїхало після анексії королівства Пруссією у 1866 році. Батько носив титул кронпринца Ганноверу, однак фактично був титулярним королем. Жили вони на кошти, які король Георг V, дід Марії Луїзи, встиг у свій час розмістити в банках Англії. У дівчинки згодом з'явились дві молодші сестри та три брати. 
У 1886 році родина переселилася до новозбудованого Кумберлендського замку. Батько був домосідом, займався вивченням давного мистецтва та полюбляв бавитися з дітьми. Матір зрідка відвідувала сімейні зібрання данської родини у Фреденсборгу та періодично брала разом із собою дітей. Кілька разів їх у Гмундені навідувала російська імператриця Марія Федорівна, частим гостем був імператор Франц Йосиф I. Однак, загалом сімейство мешкало досить усамітнено. У 1892 році їхнє фінансове становище покращилося, коли Ернст Август отримав відсотки Вельфського фонду, який складався з конфіскованих активів королівства Ганновер.
У 20 років Марія Луїза взяла шлюб із 33-річним принцом Максиміліаном Баденським. Весілля відбулося 10 липня 1900 у Гмундені. Церемонія була проведена у День народження нареченого. Максиміліан був двоюрідним племінником правлячого великого герцога Бадену Фрідріха I. Пара оселилися у палаці Принца Макса в Карлсруе. У них народилося двоє дітей.
У 1907 році Максиміліан став кронпринцом Бадену. Через поганий стан здоров'я участі у Першій світовій війні він не брав. У 1918 році як рейхсканцлер Німецької імперії оголосив зречення імператора та подав у відставку. Після цього була проголошена Веймарська республіка.
Від 1919 року родина мешкала у Залемі, де Максиміліан займався справами заснованої ним школи. Їхньою резиденцією стало колишнє цистерціанське абатство, яке від 1802 року носило назву замок Залем.
У серпні 1928 року помер колишній великий герцог Бадену Фрідріх II та його титул офіційно перейшов до чоловіка Марії Луїзи. Він, в свою чергу, пішов з життя наступного року, передавши його їхньому синові.
Марія Луїза пережила Максиміліана на 18 років і пішла з життя 31 січня 1948 року в Залемі. Похована разом із ним у Залемі на родинному цвинтарі.

## Родина

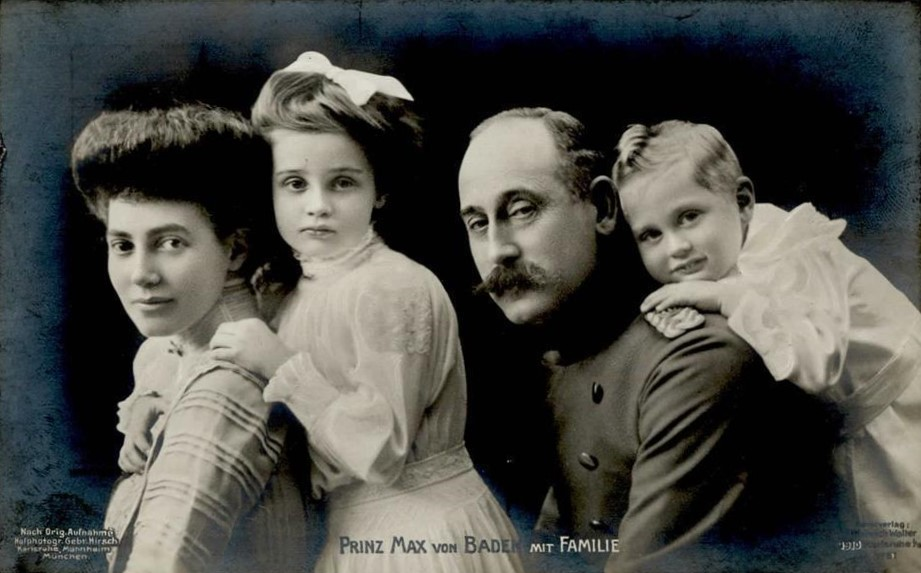
Марія Луїза із чоловіком та дітьми, близько 1913 року

Чоловік — Максиміліан Баденський
Діти:
- Марія Александра (1902—1944) — дружина принца Вольфганга Гессен-Кассельського, дітей не мала;
- Бертольд (1906—1963) — титулярний великий герцог Баденський у 1929—1963 роках, був одружений з грецькою принцесою Теодорою, мав трьох дітей.

## Титули
- 1 жовтня 1879—10 липня 1900 — Її Королівська Високість Принцеса Марія Луїза Ганноверська та Кумберлендська, принцеси Великої Британії та Ірландії, герцогиня Брауншвейг-Люнебурзька;
- 10 липня 1900—8 серпня 1928 — Її Королівська Високість Принцеса Максиміліан Баденський;
- 8 серпня 1928—6 листопада 1929 — Її Королівська Високість Маркграфиня Баденська;
- 6 листопада 1929—31 січня 1948 — Її Королівська Високість Маркграфиня Баденська-Вдова.